# Blue Dragon
Blue Dragon (ブルードラゴン, Burū Doragon) é um jogo eletrônico lançado exclusivamente para o console Xbox 360. Foi desenvolvido por Mistwalker e Artoon, publicado pela Microsoft Game Studios,e cujo design foi feito pelo criador da série Final Fantasy, Hironobu Sakaguchi, que também supervisionou a criação e desenvolvimento dos cenários. A Microsoft pretendia popularizar seu console em território japonês, já que seria o primeiro jogo no estilo tradicional de RPG no Xbox 360. Eles esperavam vender acima de 200,000 cópias, quebrando seu recorde de vendas de um jogo para Xbox no Japão. Até Janeiro de 2004, enquanto o jogo era vendido menos do que o esperado 135,000 cópias era o título para Xbox 360 mais vendido até o momento. Com um rápido vídeo exibido durante a E3 2003, Peter Moore prometeu que o game sairia até o fim do ano no Japão.
Blue Dragon é um multi-mídia, composta por anime, mangá e game.
O jogo é o primeiro título a ser lançado no Xbox 360 em 3 DVDs de Dupla Camada comenta-se também sobre uma versão HD-DVD para o leitor que é vendido separadamente para o Xbox, porém a tal versão não foi lançada ainda.

## Designers
Entre os designers de Blue Dragon's se pode incluir Hironobu Sakaguchi, Akira Toriyama, e Nobuo Uematsu, respectivamente co-supervisor, designer de personagens, e segundo criador de Chrono Trigger, o famoso RPG de maior sucesso feito para Super Nintendo Entertainment System. A história original do jogo foi criada por Hironobu Sakaguchi, o diretor do cinco primeiros jogos de Final Fantasy. Toda a arte do jogo é feita por Akira Toriyama, o criador da famosa série Dragon Ball, isso sem falar na criação do visual, personagens e monstros de um dos mais famosos jogos de vídeo-game do Japão Dragon Quest. A trilha sonora de Blue Dragon é produzida por Nobuo Uematsu, o compositor responsável por muitas das músicas do popular jogos da série Final Fantasy. A música foi interpretada ao vivo no concerto PLAY! A Video Game Symphony que ocorreu em 2003. Um dos temaas do "chefão" do jogo, Eternity, foi escrito por Sakaguchi, composto por Uematsu, e includo os vocais pelo cantor Inglês Ian Gillan.!

## História
Todo o ano dos últimos 10 anos, nuvens roxas apareceriam, e trouxe graves conseqüências para as pessoas de todo o mundo.
Quando o seu vilarejo é atacado novamente, Shu, Kluke, e Jiro lutam contra uma ameaça que foi enviada para matar as pessoas. Entretanto, eles descobrem que essa ameaça era uma estranha máquina. Mas após causarem um leve dano a maquina, ela volta para a sua base, que era um navio, com as três crianças dentro dela.
Lá dentro eles se deparam com constantes ataque dos "metal soldiers" até que eles descobriram 3 esferas de energia. Após escutarem uma voz dizendo para eles engolirem as esferas, eles o fazem e descobrem que suas sombras se transformaram em monstros; a sombra de Kluke se torna uma Fênix, a de Jiro um minotauro, e a de Shu, um Dragão Azul. Assim eles lutaram contra o capitão do navio, Nene, e descobrem que Nene é o responsável por todos os ataques que a sua vila sofreu durante todos esses anos. Ele facilmente derrota as crianças, e essas são colocadas em uma cápsula de emergência. Eles desembarcam em uma terra muito longe de suas, e agora terão uma jornada para voltar para sua vila a tempo e salva-lá.
Após a fuga da fortaleza de Nene, as crianças encontram ao longo de sua jornada outras pessoas que também haviam sido vítimas nas mãos das nuvens roxas, e assim decidem que tentarão parar Nene e seus atos que só trazem ruína ao mundo.
Jiro estaria caído no chão, depois de ver sua família e seu vilarejo ser destruído, onde Zola aparece e mostra sua sombra “Killer Bat” e o convida para buscar poder junto dela.
Nessa jornada, eles se encontram com Shu, Kluke, Marumaro e Bouquet, ambos nas mesmas situações, e sendo salvos por Zola, todos seguem Zola.
Após algum tempo, todos estão ferozmente à procura das Sete Extras, onde Homeron, um espião muito habilidoso, se sacrifica para mostrar a Shu onde encontrar. Assim Bouquet, de uma linhagem avançada utiliza seus dons de transparência para infiltrar na nave do reino de Guran que contém as Sete Extras, sem sucesso a princípio, mas como sua sombra Hippo tem a habilidade de se transformar em tudo que Boquet enxerga, conseguiram as Sete Extras.
Depois de traduzido parte das Sete Extras, ambos vão à busca de mais poder nas ruínas de cada um, com exceção de Jiro e Kluke que conseguiram antes. Na última ruína, a de Boquet, eles encontram com Lorde Nene, que rapidamente ao começar perder o controle retorna para a base. Depois de salvar a ruína com Boquet dentro e todos os habitantes de um vilarejo eles resolvem atacar Lorde Nene, e se encontram com Mecha General Szabo, ainda vivo e responsável por muitas das destruições, onde Boquet consegue derrotar, e ambos partem contra lorde Nene.
Para surpresa lorde Nene possui a 7ª sombra da luz e logo é derrotado pelo Blue Dragon.
Depois de derrotarem Lorde Nene, Zola consegue reunir os 7 descendentes da luz no vale selado, abrindo o portal que traz a áurea da escuridão, e transforma a Terra na sua forma de origem.
Agora os sete descendentes da luz tentam encontrar, enquanto lutam contra o tempo, uma solução no livro das origens e nas Sete Extras para conter novamente a escuridão.
Zola, que parecia do grupo dos “mocinhos” é a grande responsável pelas tragédias que cobrem a nova Terra, mas Shu busca pelo motivo no qual ele acredita ter feito com que Zola agisse dessa forma, pensando ferozmente, que a Zola que ele conheceu esta com planos ainda maiores.
Zola é descendente da escuridão, escuridão essa que gerou as sombras, uma raça nova que aumentou seu povo, e ainda criou os humanos, em meio a toda escuridão, e a tantas disputas travadas entre as sombras e humanos contra a escuridão, sete soldados nascem da Luz, já que o mundo não veio da luz e sim da sombra.
Após muitas perdas, como dos últimos usuários de sombras artificiais Shinaider e Andropove, e uma grande disputa dos soldados da luz contra a escuridão, ambos são pegos por ela, onde Blue Dragon escolhe os soldados da luz, a liberdade, com isso Shu e Blue Dragon têm acesso a certos conhecimentos da escuridão, onde ambos evoluem sua forma de combate com base no amor e na amizade, derrotando a escuridão.
No último momento, os usuários das sombras dão início ao selo da escuridão, e mesmo sabendo que iriam se separar, todos, usuário e sombra, usam todas suas forças para enfim, selarem a escuridão.

## Personagens

### Protagonistas (Heróis)
- Shu: O centro dos personagens principais, tem 10 anos(Anime) e no jogo 16 anos, vivia com o seu avô. Tem como sombra o "Blue Dragon".E tem um paixão por Kluke. É alegre e confiante, pode ter alguns problemas com sua sombra, mas tem bastante força. Seu sonho é se tornar um Mestre de Cavaleiros, se esforça para ser mais forte que Jiro, e que ele reconheça o seu poder. Antes, liberava sua sombra por suas emoções, agora libera normalmente. Shu admira quando vê um Mestre de Cavaleiros a primeira vez, também se deixar levar por suas emoções, e tem como promessa nunca chorar no campo de batalha, perdeu seus pais em uma guerra, e teve que ficar com o avô.
- Kluke: Amiga de infância de Shu. Tem a mesma idade de Shu. Ela é amável e madura, e na maioria das vezes acaba sendo quem manda em Jiro e Shu. Sente mais que uma amizade por Shu, e se preocupa com ele, também tem uma queda por Jiro, procurando sempre ajudá-lo, e poucos percebem isso. A sua sombra é a "Phoenix". Fica facilmente irritada quando Maru-Maro tenta se aproveitar dela. Libera sua sombra muito depois dos outros.
- Jiro: Amigo e ao mesmo tempo rival de Shu. 11 anos(Anime), 17 anos(Jogo). É um garoto muito esperto e calmo, e se aproveita disso para as suas batalhas. Tem como sombra o "Minotauros". É também sério e frio, enquanto sua sombra é divertida e vive de bom humor. Jiro tem uma paixão por Kluke, mas não gosta de expressar seus sentimentos. Quer sempre estar mais forte. Sua relação com o grupo é conhecido por sua ignorância. Quando fala com Kluke tenta fugir, mas ela acaba o fazendo a dizer sobre seu passado, se desculpa quando diz coisas estranhas e fica vermelho quando fala com Kluke. Sua primeira missão era a vingança, agora é tentar ficar mais forte sem usar sua sombra. Sua história é maior de todas as outras, além de toda a aventura começar quando Jiro perdeu sua família.
- Maru-maro: Um humanóide com aspectos de um felino que veio da tribo "Devee". Não se sabe direito sua idade. Tem como sombra o “Saber Tiger". É pervetido, e bastante rápido com sua sombra. Tem bastante habilidades e é tratado como um grande irmão por Shu.
- Bouquet: Uma menina apaixonada por Shu. Mesma idade de Shu. Ela é brincalhona e divertida, tem uma rivalidade com Kluke. Tem a capacidade de ficar invisível por causa de sua linhagem. Tem como sombra o "Hipopotamus", mas ela o chama só de "Hippo", pelo simples motivo de seu nome verdadeiro ser grande demais. Sua sombra não é guerreira só tem a habilidade de se transformar em qualquer coisa seja um objeto ou uma pessoa, mas, depois de visitar suas ruínas ela e Hippo ganham o dom de copiar as técnicas e ataques de quem ela se transformar, habilidade que ela usou para derrotar um dos mais importantes vilões, o robô Szabo.

*O anime sofreu uma drástica transformação para poder se classificar como “Livre” para todos os públicos nos Estados Unidos e Brasil, com cortes de cenas, reduções em traços e desenhos, onde os personagens tiveram uma expectativa de idade menor"

### Personagens Secundarios
- Fushira: Avô de Shu e ferreiro. Fushira cuida de seu neto, até o dia em que é arrastado por Shu Terraburon. Apesar de sua idade tem uma grande força. Estava preocupado quando Shu foi com o resto da equipe, mas na verdade era muito ciumento.
- Yibral: O rei do reino de Digibral (Yibral) (como o nome indica). Ele é responsável e digno do trono. É também um grande estrategista. Ele oferece hospitalidade ao Shu e seus amigos no seu reino durante a aventura. Repara Szabo, que se torna seu melhor amigo.
- Sura-Sura: Mae de maru-maro teve uma passagem no anime, mas não muito importante.
- Guru-Guru: Pai de maru-maro teve uma passagem no anime, mas não muito importante.
- Homerão: Sábio e habilidoso informante (investigador de informações), ajudou Shu e seus amigos na localização das Sete Extras, embora tenha sido morto por Delphinium, antes conseguir contar ao Shu as informações que soube.

### Antagonistas (Vilões)
- Nene: Um homem de uma raça antiga que tem 10.000 anos. Foi ele quem liderou os ataques contra o vilarejo de Shu, Kluke e Jiro Tem como sombra a Chimera (sombra de Delthroy, que não consegue controlar Chimera) que tem como habilidades todas as habilidades das sombras azuis. Ele foi chefe do reino chamado Guran. Embora quisesse ter o poder de toda a Terra, tinha negação aos planos de Zola em trazer escuridão ao mundo.
- Deathroy: Considerado bichinho de estimação de Nene, é um dos descendentes da luz, e tem a sombra Chimera, mas como não pode controlá-la divide a tarefa com outros. Ele é um estrategista, embora se faça de “bobo”.
- General Logi (Rogin): Um homem muito forte. Ganhou uma cicatriz no olho feita por Zola. Antes de mostrar Odin para os outros, tinha uma sombra artificial, uma guerreira chamada Valkyrie. É considerado o segundo homem mais forte do reino de Guran.Tem como sombra um guerreiro-egípcio chamado Odin. No início ele defendia os objetivos de Nene, mas depois de decifrar parte das Sete Extras, começou a se mover contra Zola.
- Andropove: Subordinado de Logi, e rival de Shu no amor de Kluke. Consegue vigiar um grande número de pessoas em diferentes lugares e ao mesmo tempo com sua sombra em forma de cristais. Chega a ter outros sentimentos por Kluke e a ajuda a escapar de sua fortaleza e também ajuda os soldados da luz.
- Shinaider: Subordinado de Logi, inteligente e ágil ajuda os soldados da luz mas e morto pelos soldados da escuridão
- Delphinium: A mulher que roubou as Sete Extras. 20 anos. Tem uma sombra artificial, uma hidra de três cabeças. Foi responsável pela morte de Homeron. Após a morte de Nene, ganha o controle de Chimera, e passa a lutar, depois do pacto da luz, ao lado de Login e os outros descendentes da luz.
- Mecha General Szabo: É a maquina que trouxe desgraça para todo o mundo.
- Ku o silêncio: um dos subordinados de Szabo. Usa armas de fogo para combater contra Shu e seus amigos. Ele adora tecnologia retro.
- Kesu o Rage: Subordinado de Szabo. Usa facas para lutar.
- Sai abrasador: Este sob as ordens de Szabo. Utiliza seus longos braços para lançar todos os tipos de bombas.
- Mai a tempestade: Obedece a ordens de Szabo. Tem como especialidade cortar inimigos com suas espadas longas.
- Szabo supremo: É a fusão de Szabo, Ku, kesu e Sai Mai.
- Zola: Uma mercenária muito forte, mas que se mantém muito distante das outras pessoas. Foi ela que libertou a escuridão. Tem como sombra um morcego chamado "Killer Bat". É a principal responsável pelo desenvolvimento e descobrimento das verdadeiras habilidades dos cinco descendentes da luz que manteve por perto. Zola é descendente da escuridão, assim como os 7 soldados da luz são descendentes da sombra com a luz. Killer Bat, é seu clone das sombras, e por sua vez a própria escuridão, depois do incidente que matou seu pai. Após Shu demonstrar todos seus sentimentos, Zola acaba entendendo e como última ação se transforma em brilho de luz para ajudar no selo da escuridão. No final, só sobrou sua fiel bandana com uma estampa de caveira, que bem vista por Shu e Rogin.

### Descendentes dos soldados da Luz
- Shu: Primeiro descendente. Suas habilidades são movidas por ódio ou determinação, podendo se transformar com sua sombra em um ser supremo. Sua sombra é considerada Deus da Destruição. Ambos podem utilizar além do poder das sombras azuis, alguns das sombras vermelhas, como o tele transporte e o campo de energia (defesa).

Ataques (da sombra):
- Garras de óxido: as mãos de Blue Dragon brilham e se transformam em garras grandes como espadas.
- Crises do fogo: Blue Dragon mistura fogo e eletricidade e dispara pela boca um poderoso fogo azul.
- Explosão Azul: um raio parecido com as crises do fogo,só que mais forte.
- Fogo:Blue Dragon solta um fogo com um pouco de eletricidade e acaba formando um fogo grande e forte.
- Kluke: Segunda Descendente. Sua sombra é a "Phoenix", suas habilidades como a invocação são feitas através do amor, podendo fazer grandes barreiras de defesa,Phoenix é especializada em proteção.Seu ataque " sopro eterno" combinado com o campo de força "plumas protetoras,cria um escudo tão poderoso que devolve qualquer ataque pelo oponente para ele mesmo...e ainda mais forte! Usa seus poderes para salvar os seus aliados, principalmente Shu e Jiro.Sua sombra é a única defensiva, tornando-se muito forte.

Ataques (da sombra):
- Plumas protetoras: Um campo de força protetor muito resistente,que Kluke e Phoenix podem direcionar para qualquer lugar.
- Sopro Eterno: um raio poderosíssimo de fogo.
- Dança na Escuridão: Kluke e Phoenix direcionam ao inimigo o ataque " Plumas protetoras" , e esse ataque vira uma rajada de ar poderosíssima .
- Teletransporte: Kluke e Phoenix podem teletransportar várias pessoas e a si mesmas para qualquer lugar.
- Jiro: Terceiro Descendente. Tem como sombra o "Minotauro", suas habilidades se estremecem diante da determinação e do raciocínio. É muito forte e inteligente, tem uma queda por Kluke. Ao contrário dele mesmo sua sombra é divertida, mas igualmente responsável como seu mestre. Conta-se que só aceitou liberar sua sombra e sua força, por vingança, vingar seus pais que foram mortos por Nene. Sua sombra é um dos mais fortes.

Ataques (da sombra):
- Ondas de fúria: Minotauro da vários socos muito rápidos e potentes.
- Conquiste: Minotauro dispara um raio forte de seus chifres.
- Ferrão do céu: Minotauro usa seu chifre como ferramenta e ataca o inimigo.
- Girotauro: Minotauro começa a girar, e provoca um furacão.
- Maru-maro: Quarto descendente. Sua sombra o “Tigre Sabre" é o mais veloz de todas as outras, e sua força aumenta conforme o usuário pensa em justiça ou em superar a própria força. Está constantemente pedindo beijo a Kluke, Bouquet ou qualquer garota bonita que ele veja, mas Kluke sempre bate nele quando ele faz isso. Contém uma das sombras mais poderosas.

Ataques (da sombra):
- 1,2,3 vai!: Tigre sabre dispara pela boca três bolas de fogo.
- Garras relâmpago: As garras de Tigre sabre brilham com o poder do relâmpago e ele arranha o oponente,eletrocutando-o.
- Martelo justiçeiro: Tigre sabre junta suas mãos,elas brilham e assim,com as mãos juntas,ataca o oponente
- União veloz: Tigre sabre ganha muito mais velocidade.
- Bouquet: Quinto descendente. Tem como sombra o “Hippopotamo”, e suas habilidades são de se transformar no que quiser, e se receber qualquer ataque de outra sombra, além de poder se transformar naquela sombra pode utilizar do mesmo golpe. Bouquet tem a capacidade de ficar invisivel por causa da sua tribo mas para ele fica total mente invisivel precisa tirar a roupa.

Ataques (da sombra):
- Hippo-pou,Hippo-tama,transformação/Hippo-pou,Hippo-tama transforme-se: Bouquet e Hippo se transformam em qualquer coisa que a Bouquet queira
- Copiar: Bouquet e Hippo copiam o ataque/técnica de quem ela está transformada
- raio 53: o poder que hipo copio da sombra negra modificada 53 e uso contra lorde nene..
- fusão: Bouquet e sua sombra pode se fundir com outra sombra dechandoa mais forte. Ela ganha ese poder na 2 temporada
- Deathroy: Sexto descendente. Usuário de “Chimera” pode utilizar qualquer uma das habilidades das sombras azuis, mas sua principal habilidade é se multiplica, no qual um pode defender e os outros atacarem ao mesmo tempo.

Ataques (da sombra):
- Sinfonia sombria: Vários raios sombrios disparados por Chimera atingem o oponente. É o golpe mais poderoso de Chimera.
- Esfera sombria: uma esfera de escuridão disparada da garra de chimera.

Se chimera tem mais ataques,não foi confirmado.
- General Logi (Rogin): Sétimo descendente. Sua sombra ao origem do anime é Valkyrie serve como espada de seu mestre e escudo. Ela é fanaticamente leais a ele. Após morte de Valkyrie nas mãos de Blue Dragon, uma sombra com tema egípcio chamado Odin é revelado para ser sua sombra real. Seus ataques são desconhecidos. Uma das sombras mais fortes.

### Sete Extras
São sete folhas do livro das origens que contem a informação de como surgiu o mundo.
As sete extras contém informações sobre os sete soldados da luz, e a resposta para vencer a escuridão, criando a luz.
Acredita-se que a extra de Shu seja a chave, pois nela contém o seguinte trecho:
A sombra é derivada da luz, na escuridão não há sombra, pois não há luz (...) quanto mais se busca poder, mais escuridão se encontra

## Segunda Saga

### História
Intitulada de Tenkai no Sinchi Ryuu. Até o momento 19 episódios de um total de 51, foram exibidos ano passado (2006) no Japão. Fãs acreditam que neste ano (2007) ou no final de Dragon Ball Kai, tenhamos a continuação da saga, já que ambos primeiros Blue Dragons fizeram sucesso.
Dois anos após a batalha com a escuridão. Perdidos Blue Dragon e Shu, buuke e Legolas formam uma resistência organizada, e lutavam contra o reino de Rosenkreutz (Rogin). Um dia, vindo do céu, de repente caiu algo, Shu e Buuke correm para a cena e vêem uma enorme cratera, surgi um menino. Noi, é uma sombra, e diz: “Eu sei que eu uso Shu porque as coisas estão em um tom depreciativo, logo seria morto". Noi tem o poder de trazer de volta, as sombras guardadas nos usuários.
O que todos acreditavam terem perdido suas sombras, na verdade tinham apenas seladas o poder da sombra dentro do próprio corpo, com o propósito, de evitar que as sombras fossem usadas novamente para liberar a áurea com a escuridão.
Com alguns episódios exibidos no Japão, vemos que cada um foi para seu lado, Rogin, e seu reino fundado, é uma ameaça no mesmo nível do reino de Guran. Delphinium e Deathroy tentam restabelecer o reino de Guran. Os sobreviventes de Yibral criaram uma força com Shu e Buuke conhecida como a resistência.

### Personagens
- Shu: Herói da história. No caso de acontecer de todos os ex-colegas, viajarem no mundo, de certa forma viajam para o passado, devido aos ataques inexplicáveis em toda parte.
- Blue Dragon: Sombra do Shu. O poder de retornar a destruição e de natureza ainda selvagem, mas também vivem em perfeita combinação com Shu.
- Bouquet: Menina do grupo com uma habilidade especial que parece ser um erro evidente. Mesmo depois de salvar o mundo, ela tem vindo ao lado Shu, apoiando.
- Maru-maro: Humanóide, após a batalha com a escuridão, foi para proteger a vila e voltar para casa, mas depois voltou para viajar com Shu.
- Noi: Garoto misterioso com a capacidade de restaurar o poder das sombras. Tem uma personalidade paternal, e ama doces.
- Red Dragon: Parecido com Chimera, é um gigantesco dragão que desceu em nosso mundo, sem qualquer aviso. Manifesta grande interesse no poder de Shu e Blue Dragon.
- (Prímula): Menina que aparece nos sonhos de Shu. Ela mostra na vida real a situação mundial, mas ela provavelmente têm alguma informação de um acontecimento ainda maior.

## Manga & anime
Em 9 Novembro de 2003, a editora japonesa Shueisha, anunciou que uma adaptação de Blue Dragon estava sendo produzido. Blue Dragon: Secret Trick, esse mangá foi escrito e desenhado por Ami Shibata e estreou na revista Shonen Jump Mensal em Janeiro de 2004.
Takeshi Obata, ilustrador de Death Note publicou na Shonen Jump Semanal o mangá Blue Dragon Ral Grad.
Em 2004, o jogo teve uma versão animada.

## Elenco
De acordo com Masaki Akahane, o administrador de localização do projeto, a versão norte-americana irá apresentar a escolha entre a dublagem em inglês e o audio original com legendas em inglês.

### Versão japonesa
- Marina Inoue: Shu
- Kouki Miyata: Jiro
- Houko Kuwashima: Zola
- Etsuko Kozakura: Marumaro
- Norio Wakamoto: Nene
- Tessho Genda: Szabo

### Versão inglesa
- Mona Marshall: Shu
- Tara Strong:[3] Kluke
- Steve Staley: Jiro
- Cindy Robinson: Zola
- Nika Futterman: Marumaro
- Richard Herd: Nene

## Recepção
Com um total de 80,348 nos primeiros quatro dias após ser lançado no japão, Blue Dragon foi o jogo da Xbox 360 mais rapidamente vendido até ao momento. Das 80,000 unidades vendidas na primeira semana, "cerca de 30,000 dessas cópias foram inclusas com um Xbox como um combo". Em 19 de outubro de 2003 todas 10,000 Blue Dragon pré-vendas integradas com uma edição limitada do sistema Xbox 360 Core foram vendidas, acabando o estoque desses no Japão.